# مايكل ألينسون
مايكل ألينسون (30 ديسمبر 1920-30 ديسمبر 2010) كان ممثلًا مسرحيًا وسينمائيًا بريطانيًا أمريكيًا.